# Provincies van Noord-Korea

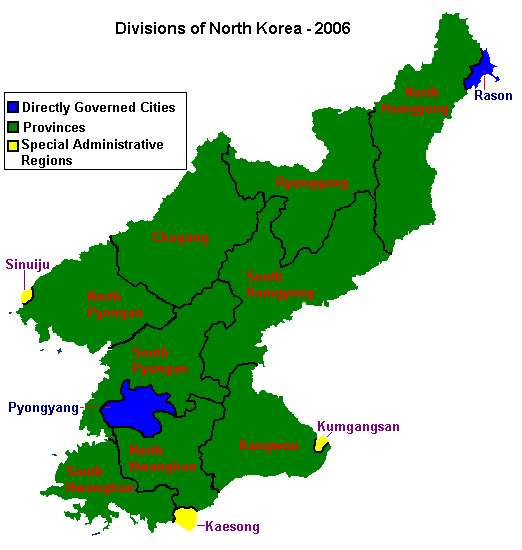
Provincies van Noord-Korea.

Noord-Korea is bestuurlijk verdeeld in 9 provincies (도, do), de regeringsbestuurde stad (직할시, chikhalsi) Pyongyang, twee bijzondere steden (특별시, tŭkpyŏlsi). De provincies zijn verdeeld in steden (시, si) en landdistricten (군, kun), soms met de aanduiding districten (구, ku). Deze zijn weer verdeeld in dorpen (리, ri), kleine steden (읍, ŭp) en arbeidersdistricten (로동자구, rodongjagu).
Romanisatiestandaarden: McCune-Reischauer / KPS 11080
Provincies (Do): (hoofdstad)
- Chagang-do / Jakangto (Kanggye)
- Hamgyŏng-pukto / Hamkyeongpukto (Ch'ŏngjin)
- Hamgyŏng-namdo / Hamkyeongnamto (Hamhŭng)
- Hwanghae-bukto / Hwanghaipukto (Sariwŏn)
- Hwanghae-namdo / Hwanghainamto (Haeju)
- Kangwŏn-do / Kangweonto (Wŏnsan)
- P’yŏngan-bukto / Phyeonganpukto (Sinŭiju)
- P'yŏngan-namdo / Phyeongannamto (P'yŏngsŏng)
- Yanggang-do / Ryangkangto (Hyesan)

Hoofdstad (Chikhalsi):
- P’yŏngyang / Phyeongyang, in het Nederlands[2]: Pyongyang

Speciale stad (tŭkpyŏlsi''):
- Nasŏn (Najin-Sŏnbong) / Raseon